# Боканев, Алексей Михайлович
Алексей Михайлович Боканев (1896—1969) — красноармеец Рабоче-крестьянской Красной Армии, участник Великой Отечественной войны, Герой Советского Союза (1945).

## Биография
Алексей Боканев родился в 1896 году в селе Капустин Яр Астраханской области. Получил начальное образование, работал в колхозе. В январе 1942 года был призван на службу в Рабоче-крестьянскую Красную Армию и направлен на фронт Великой Отечественной войны. К июлю 1944 года красноармеец Алексей Боканев был стрелком 4-й роты 498-го стрелкового полка 132-й стрелковой дивизии 47-й армии 1-го Белорусского фронта. Отличился во время освобождения Волынской области Украинской ССР и Польши.
18 июля 1944 года, во время прорыва немецкой обороны к западу от Ковеля, Боканев скрытно подполз к мешавшему продвижению роты вражескому пулемёту и забросал его гранатами, что позволило роте прорваться в траншеи врага и очистить их. Во время боя за деревню Почапы Боканев, скрытно подобравшись к реке Выжевка, разведал месторасположение вражеских огневых точек на занятом врагом берегу и выбрал брод, через который провёл свою роту. Роте удалось захватить плацдарм на западном берегу Выжевки, что позволило переправить через неё артиллерию и остальные советские подразделения. 20 июля 1944 года Боканев одним из первых в своей роте переправился через Западный Буг в районе польского села Збереже и открыл огонь по противнику.
Указом Президиума Верховного Совета СССР от 24 марта 1945 года красноармеец Алексей Боканев был удостоен высокого звания Героя Советского Союза с вручением ордена Ленина и медали «Золотая Звезда» за номером 6871.
После окончания войны Боканев был демобилизован, вернулся на родину, работал в колхозе. Умер 18 января 1969 года.
Также был награждён рядом медалей.